# Linia kolejowa nr 7

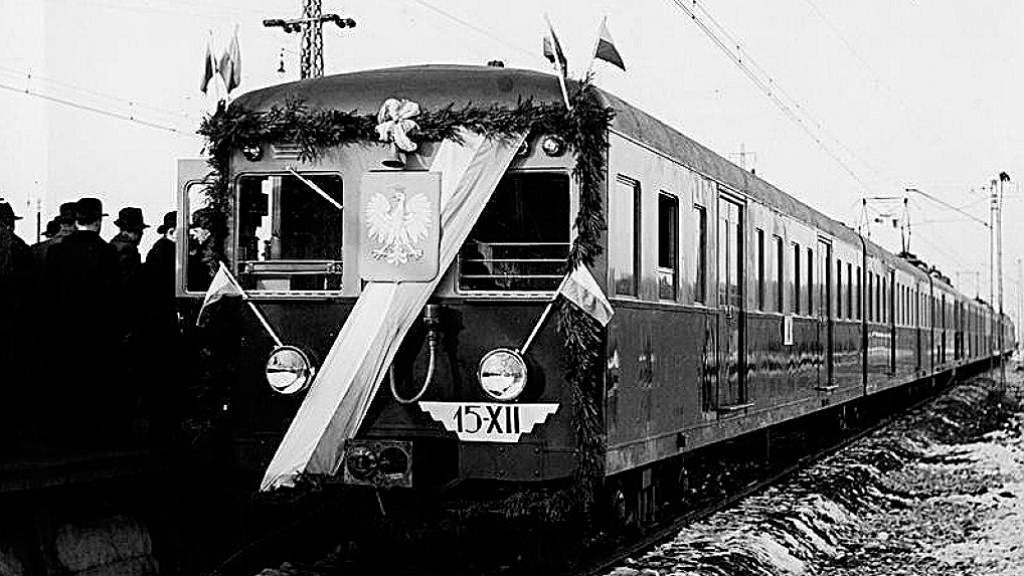
Otwarcie zelektryfikowanej linii warszawskiego węzła kolejowego łączącej Warszawę z Pruszkowem i Otwockiem

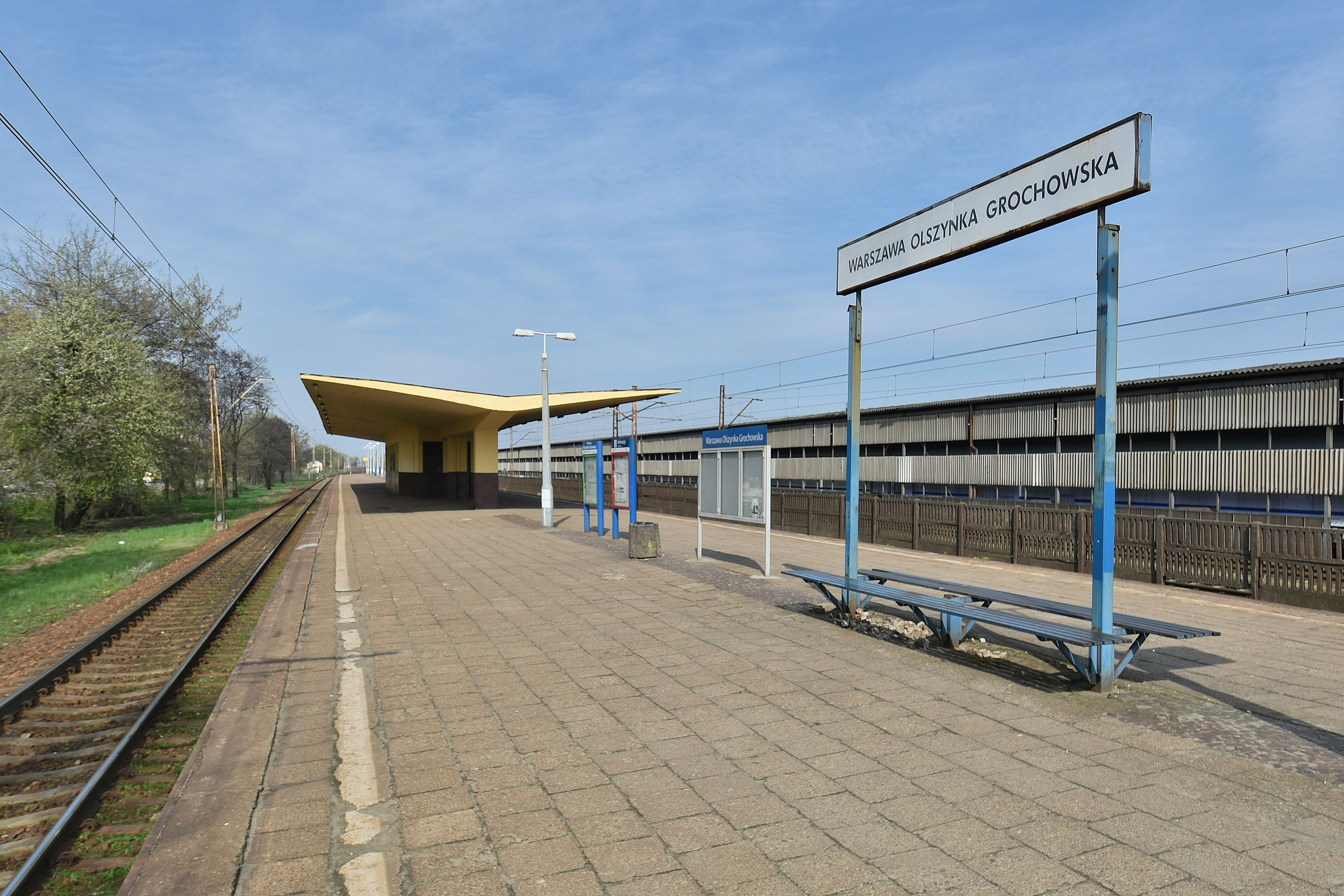
Stacja kolejowa Warszawa Olszynka Grochowska

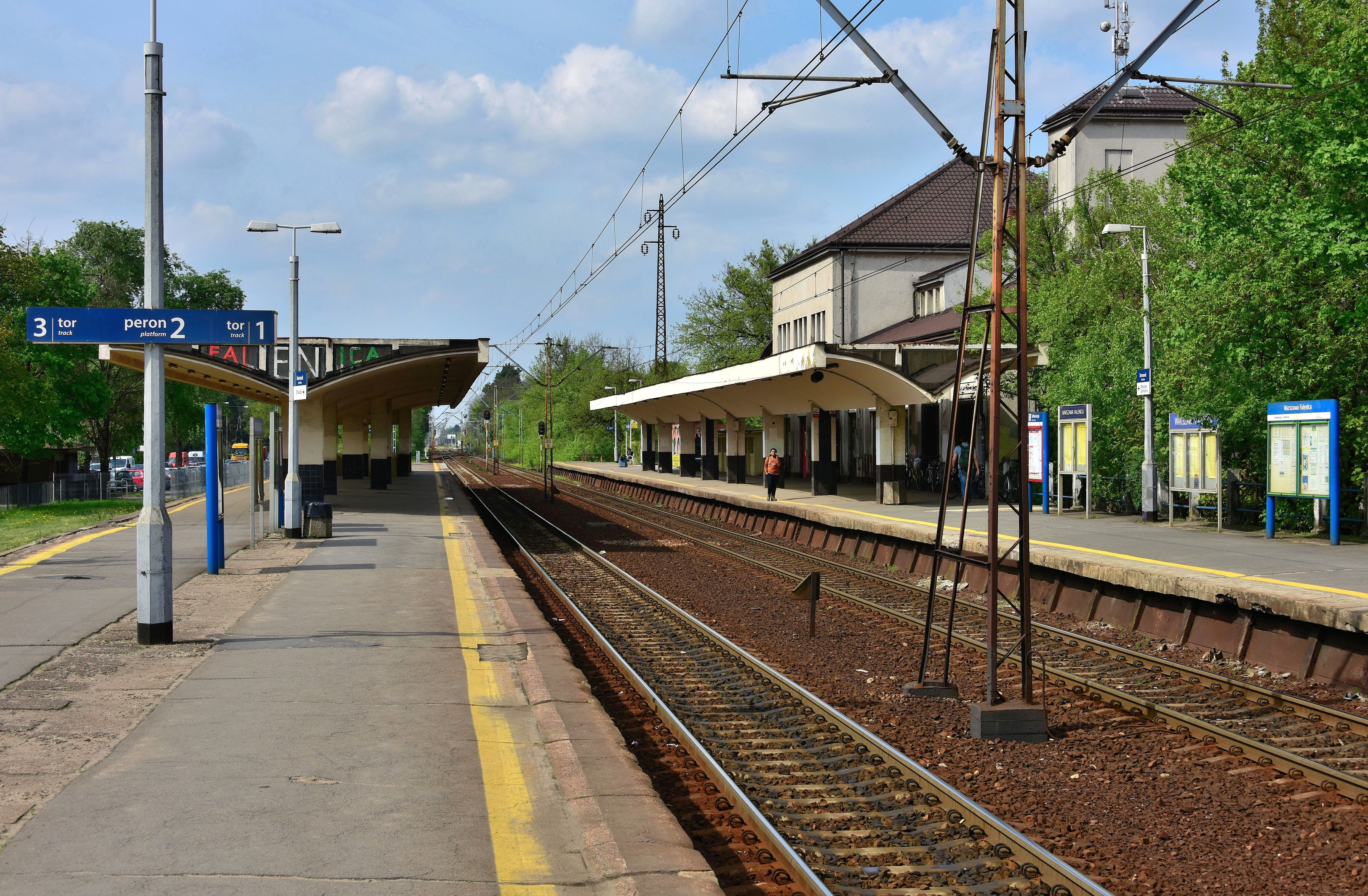
Stacja kolejowa Warszawa Falenica

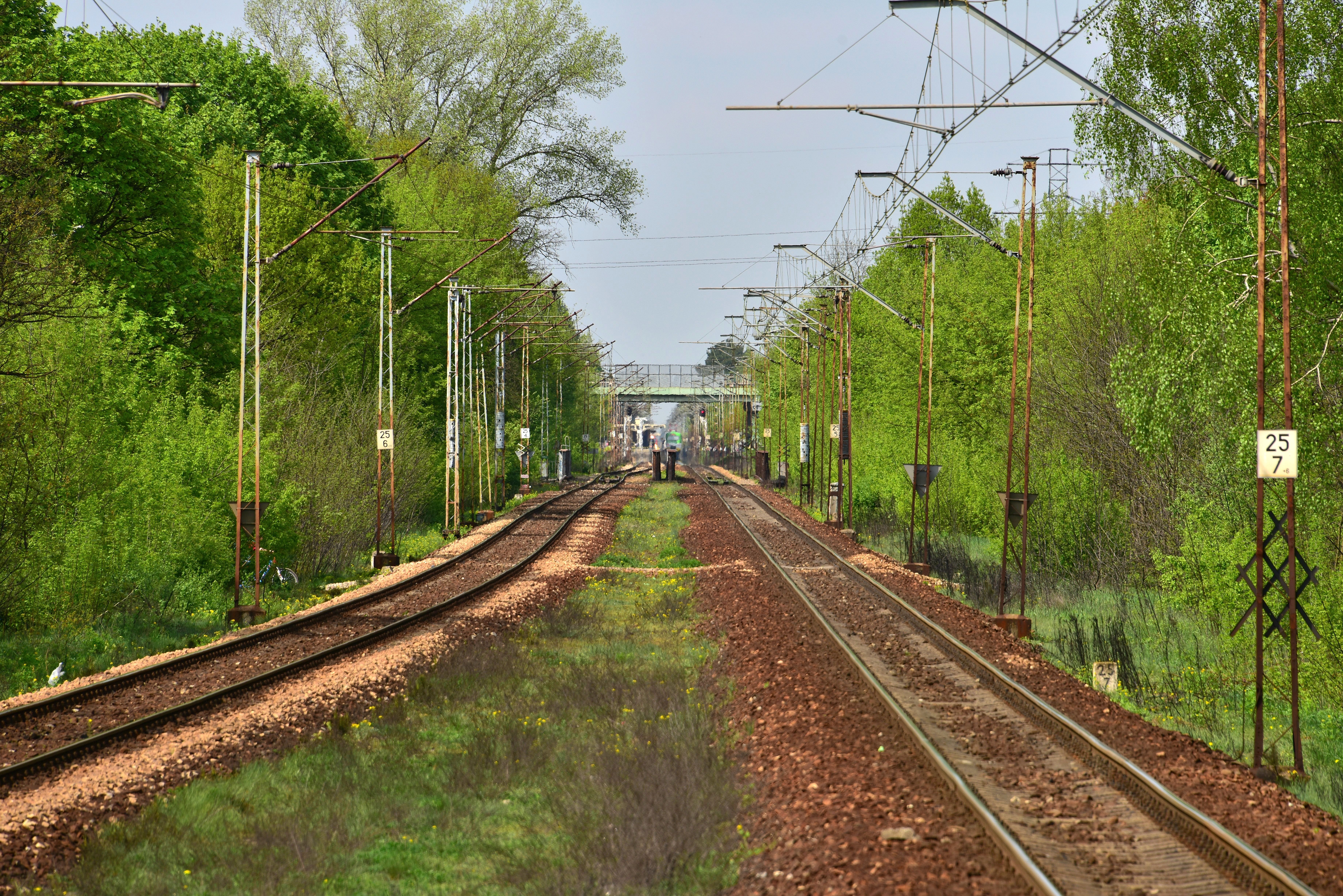
Linia między przystankami Józefów i Świder

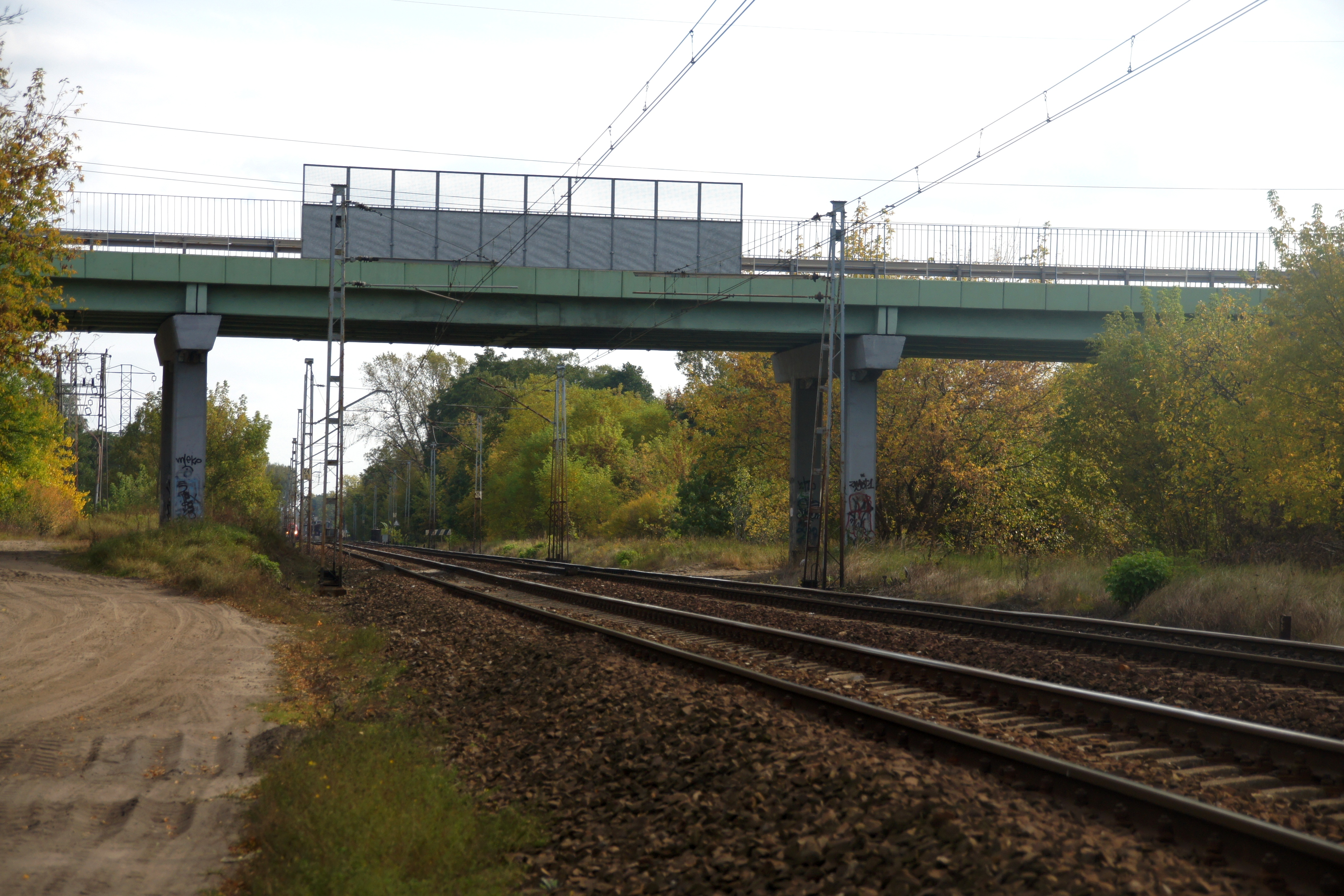
Dwutorowy fragment linii kolejowej nr 7 w Józefowie. Wiadukt w ciągu drogi wojewódzkiej nr 721

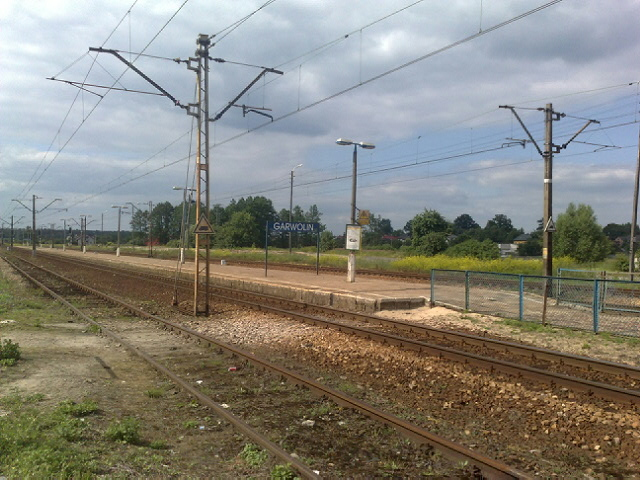
Stacja kolejowa w Garwolinie

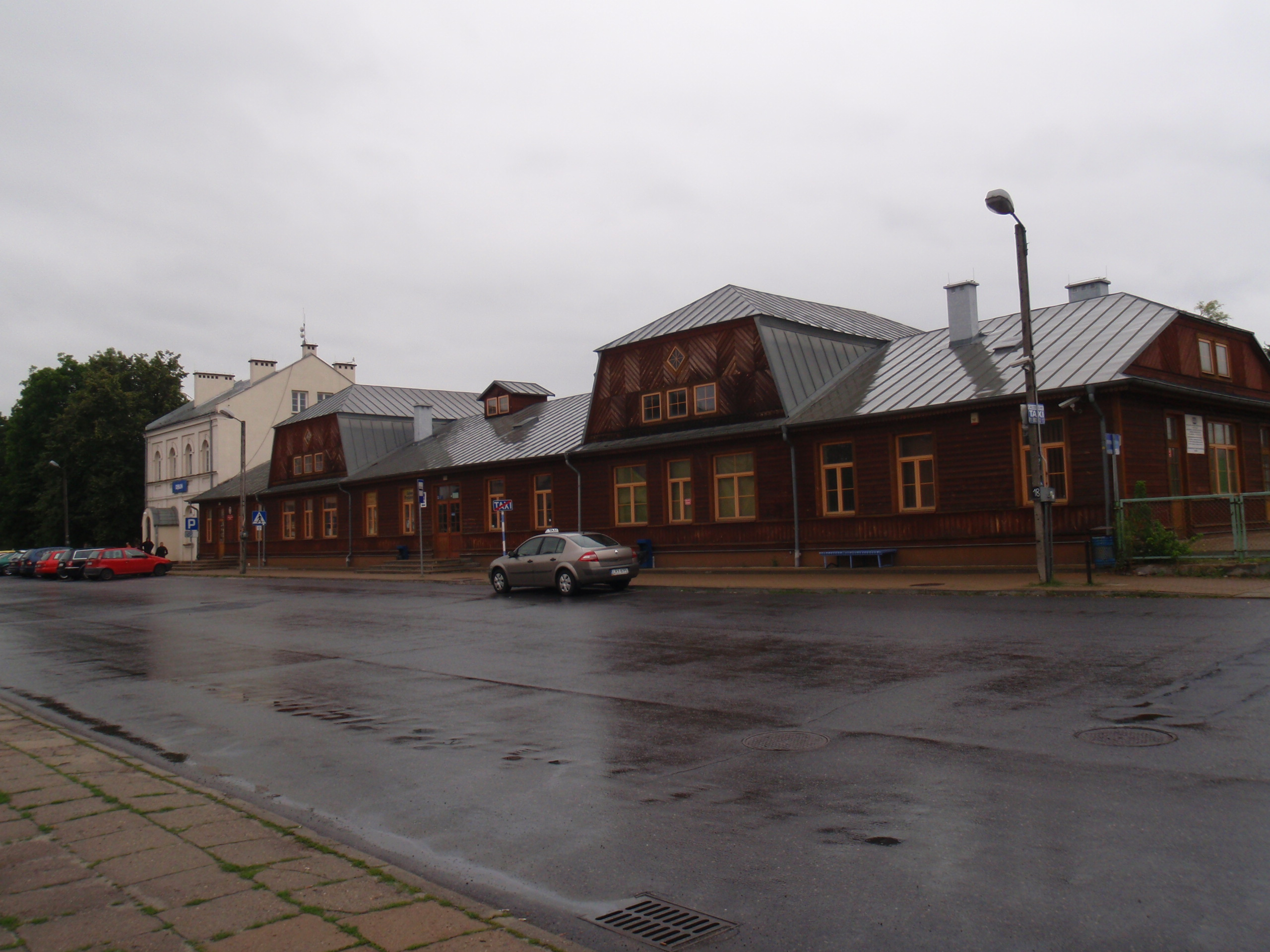
Stacja kolejowa w Dęblinie

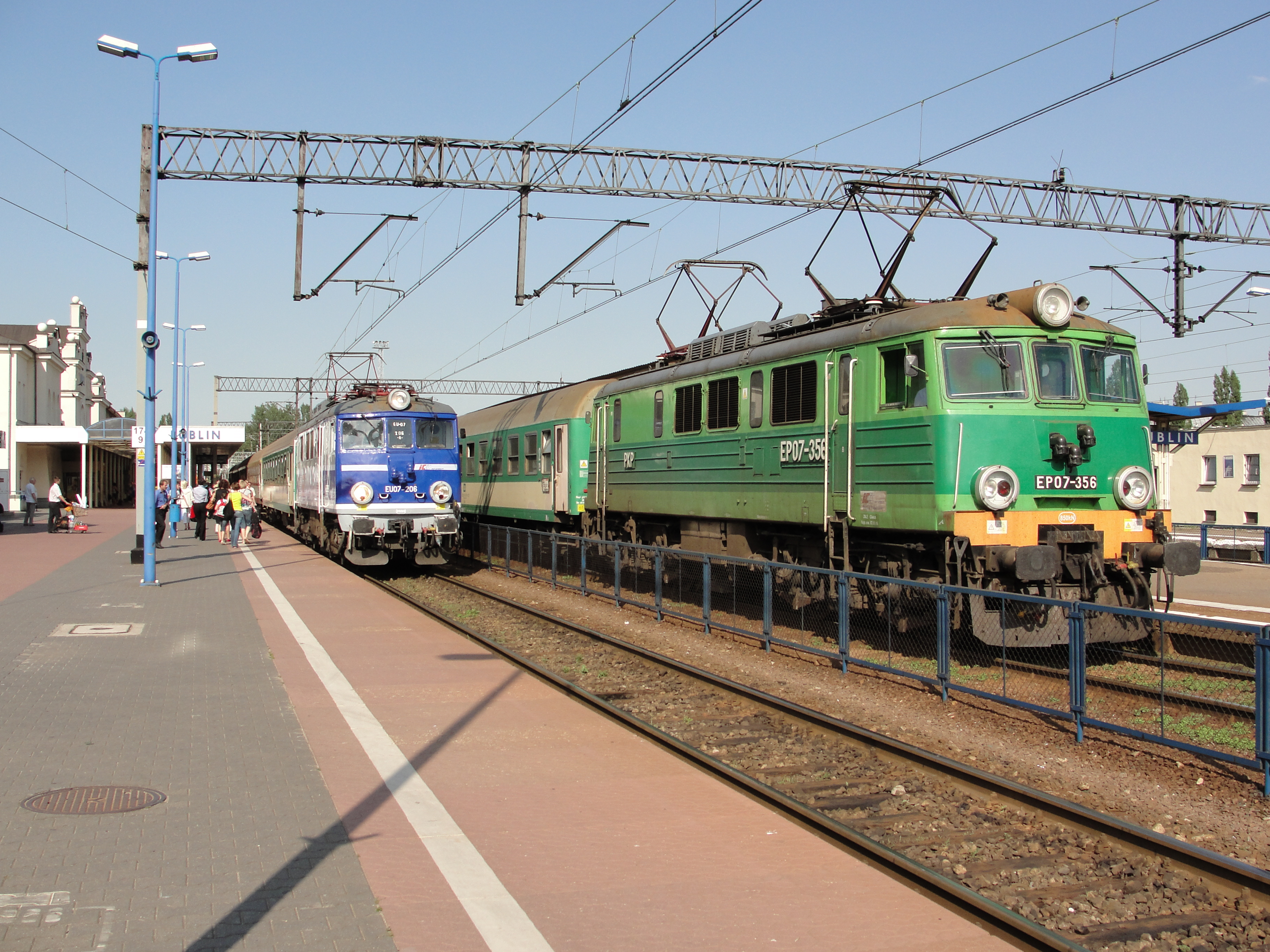
Stacja kolejowa Lublin Główny

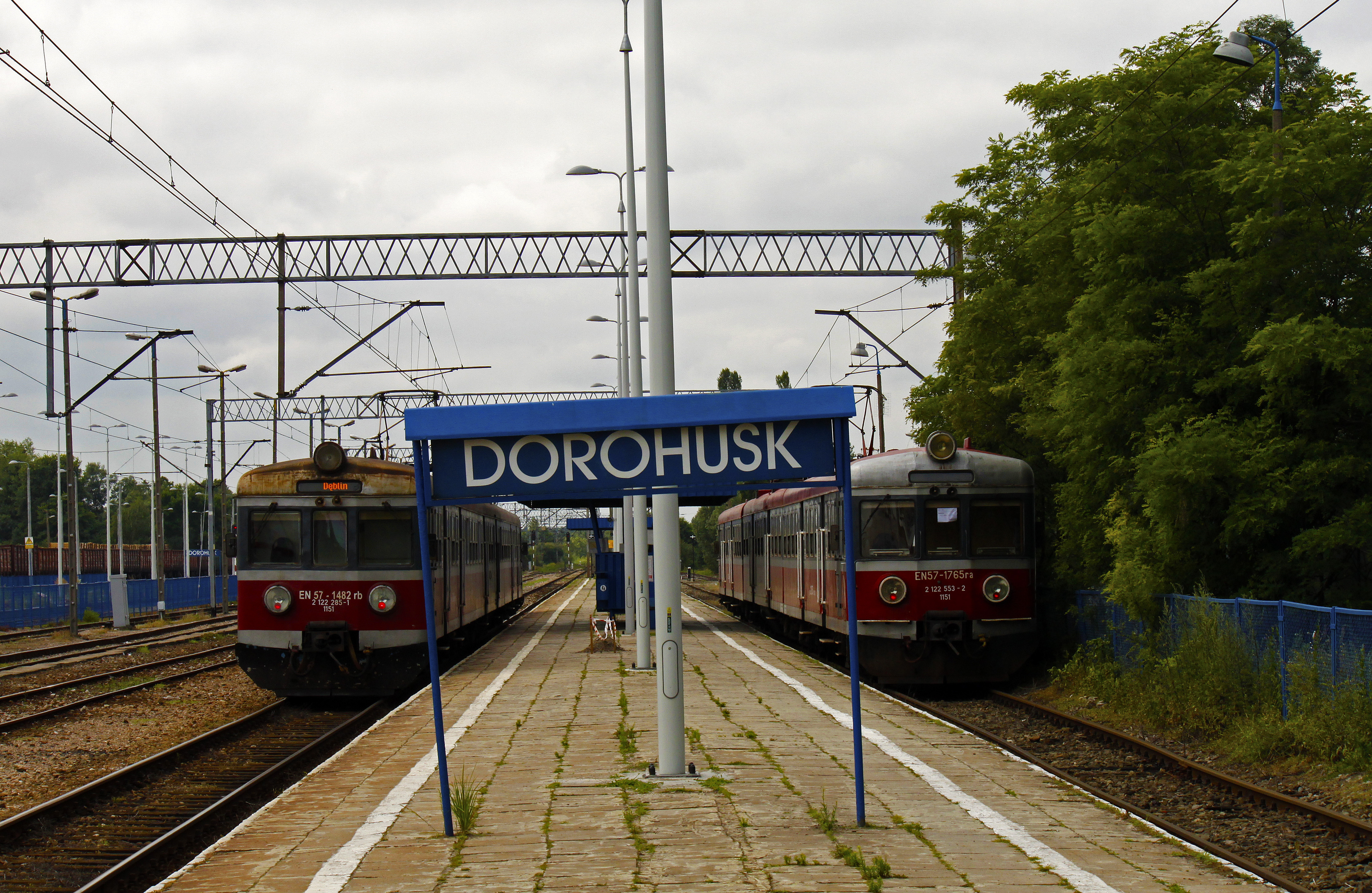
Stacja kolejowa w Dorohusku

Linia kolejowa nr 7 Warszawa Wschodnia – Dorohusk (Kolej Nadwiślańska, Droga Żelazna Nadwiślańska) – linia kolejowa o długości 267,471 km, łącząca Warszawę z Dorohuskiem. Linia jest dwutorowa prawie na całej długości (poza odcinkiem od Wólki Okopskiej do granicy z Ukrainą) i prawie w całości zelektryfikowana.

## Maksymalne prędkości
| Tor 1               | Tor 1     | Tor 1            |                     | odcinek linii | odcinek linii       |                     | Tor 2               | Tor 2 | Tor 2 |
| pociągi pasażerskie | szynobusy | pociągi towarowe | pociągi pasażerskie | odcinek linii | odcinek linii       | szynobusy           | pociągi towarowe    |       |       |
| pociągi pasażerskie | szynobusy | pociągi towarowe | pociągi pasażerskie | km pocz.      | km końcowy          | szynobusy           | pociągi towarowe    |       |       |
| 60                  | 60        | 40               | 4,170               | 5,000         | 60                  | 60                  | 40                  |       |       |
| 80                  | 80        | 40               | 5,000               | 6,250         | 80                  | 80                  | 40                  |       |       |
| 120                 | 120       | 80               | 6,250               | 13,792        | 120                 | 120                 | 80                  |       |       |
| 110                 | 110       | 60               | 13,792              | 21,400        | 110                 | 110                 | 60                  |       |       |
| 80                  | 80        | 60               | 21,400              | 26,050        | 80                  | 80                  | 60                  |       |       |
| 120                 | 120       | 120              | 26,050              | 28,461        | 120                 | 120                 | 120                 |       |       |
| 160                 | 160       | 120              | 28,461              | 55,600        | 160                 | 160                 | 120                 |       |       |
| 160                 | 160       | 120              | 55,600              | 99,350        | 160                 | 160                 | 120                 |       |       |
| 130                 | 130       | 100              | 99,350              | 101,900       | 130                 | 130                 | 100                 |       |       |
| 100                 | 100       | 80               | 101,900             | 107,200       | 100                 | 100                 | 80                  |       |       |
| 130                 | 130       | 100              | 107,200             | 108,300       | 130                 | 130                 | 100                 |       |       |
| 160                 | 160       | 120              | 108,300             | 126,000       | 160                 | 160                 | 120                 |       |       |
| 160                 | 160       | 120              | 126,000             | 153,100       | 160                 | 160                 | 120                 |       |       |
| 160                 | 160       | 120              | 153,100             | 166,600       | 160                 | 160                 | 120                 |       |       |
| 140                 | 140       | 100              | 166,600             | 171,817       | 140                 | 140                 | 100                 |       |       |
| 100                 | 100       | 80               | 171,817             | 182,090       | 100                 | 100                 | 80                  |       |       |
| 120                 | 120       | 80               | 182,090             | 248,400       | 120                 | 120                 | 80                  |       |       |
| 90                  | 90        | 60               | 248,400             | 264,696       | 90                  | 90                  | 60                  |       |       |
| 120                 | 120       | 80               | 264,696             | 268,570       | Odcinek jednotorowy | Odcinek jednotorowy | Odcinek jednotorowy |       |       |
| 90                  | 90        | 60               | 268,570             | 269,470       | Odcinek jednotorowy | Odcinek jednotorowy | Odcinek jednotorowy |       |       |
| 50                  | 50        | 50               | 269,470             | 271,533       | Odcinek jednotorowy | Odcinek jednotorowy | Odcinek jednotorowy |       |       |

## Główne stacje
Warszawa Wschodnia

Jeden z ważniejszych warszawskich dworców kolejowych, położony na warszawskiej linii średnicowej. Pod względem ogólnej liczby odprawianych pociągów jest drugim dworcem Warszawy, po Dworcu Zachodnim. Wszystkie pociągi zatrzymujące się na Dworcu Centralnym i Śródmieściu (dwóch głównych dworcach stolicy – dalekobieżnym i podmiejskim) zatrzymują się również na Dworcu Wschodnim.
Warszawa Wawer

W obrębie stacji Warszawa Wawer znajduje się przystanek o tej samej nazwie oraz przystanek Warszawa Gocławek, a także połączenie linii kolejowych nr 7 i 506. Pociągi dalekobieżne od stacji Warszawa Wawer do stacji Warszawa Wschodnia kursują linią nr 506, zaś pociągi podmiejskie kursują linią nr 7 przez przystanki Warszawa Olszynka Grochowska i Warszawa Grochów.
Warszawa Falenica

Ostatnia warszawska stacja na linii kolejowej nr 7 z dodatkowymi torami. Stacja jest granicą I strefy biletowej warszawskiego ZTM. Na stacji co roku odbywa się „Letnisko z Artystami”. W miejscu dawnej poczekalni dworcowej działa kino-kawiarnia „Stacja Falenica”.
Otwock

Stacja kolejowa, na której kończą bieg pociągi SKM Warszawa linii S1 oraz część pociągów Kolei Mazowieckich.
Celestynów

Stacja kolejowa posiadająca 2 tory główne i 1 tor dodatkowy. Na stacji kolejowej do momentu otwarcia drugiego toru dochodziło do krzyżowania pociągów Kolei Mazowieckich. Za stacją w kierunku Pilawy istnieje możliwość wyprzedzania pociągów towarowych. Stacja posiada tor odstawczy. Stanowi granicę dla III strefy biletowej Kolei Mazowieckich.
Pilawa

Stacja węzłowa położona w centrum miasta Pilawa. Przez stację przechodzą następujące linie kolejowe:
- D29-7 Warszawa Wschodnia – Dorohusk
- D29-12 Skierniewice – Łuków
- D29-13 Krusze – Pilawa

Dęblin

Stacja kolejowa na której kończą bieg pociągi Kolei Mazowieckich z Radomia i Warszawy oraz Polregio z Lublina i Łukowa. Na stacji łączą się linie kolejowe z Radomia, Warszawy i Łukowa.
Puławy Miasto

Na stacji zatrzymują się wszystkie pociągi osobowe i dalekobieżne. Jest to jedyne miejsce zatrzymania pociągów dalekobieżnych w mieście. Na przystanku znajduje się wysoki peron typu wyspowego, zadaszony i monitorowany. W ostatnich latach stacja została gruntownie zmodernizowana.
Lublin Główny

Najważniejsza stacja kolejowa na terenie Lublina. Stacja znajduje się przy placu Dworcowym; jest dworcem o największej liczbie odprawionych pasażerów we wschodniej Polsce. Zabytkowy dworzec wybudowany został w roku 1877. Do dzisiejszego stanu doprowadził go 10-letni remont.
Chełm

Stacja Chełm jest drugą najważniejszą stacją w województwie lubelskim. Obsługuje ok. 1 mln pasażerów rocznie. Pomiędzy stacjami Chełm a Lublin Główny kursuje największa liczba pociągów regionalnych (21/dobę).
Dorohusk

W Dorohusku znajduje się kolejowe przejście graniczne z Ukrainą.

## Połączenia pasażerskie
| Przewoźnik                                    | Przewoźnik | Trasa | Trasa |
| --------------------------------------------- | ---------- | --- | ----- |
| Koleje Mazowieckie                            | R7         | Warszawa Zachodnia – Warszawa Ochota – Warszawa Śródmieście – Warszawa Powiśle – Warszawa Stadion – Warszawa Wschodnia – Warszawa Gocławek – Warszawa Wawer – Warszawa Falenica – Józefów – Otwock – Pogorzel Warszawska – Celestynów – Zabieżki – Pilawa – Garwolin – Łaskarzew Przystanek – Sobolew – Życzyn – Dęblin |       |
| Koleje Mazowieckie                            | R7         | Warszawa Służewiec – Warszawa Zachodnia – Warszawa Ochota – Warszawa Śródmieście – Warszawa Powiśle – Warszawa Stadion – Warszawa Wschodnia – Warszawa Gocławek – Warszawa Wawer – Warszawa Falenica – Józefów – Otwock – Pogorzel Warszawska – Celestynów |       |
| Koleje Mazowieckie                            | R7         | Warszawa Wschodnia – Sulejówek Miłosna – Pilawa (połączenie przez linie kolejowe nr 2 i 13) |       |
| Koleje Mazowieckie                            | Re7        | Warszawa Zachodnia – Warszawa Centralna – Warszawa Wschodnia – Pilawa – Garwolin – Łaskarzew Przystanek – Sobolew – Życzyn – Dęblin |       |
| Koleje Mazowieckie                            | Re7        | Grodzisk Mazowiecki – Warszawa Zachodnia – Warszawa Ochota – Warszawa Śródmieście – Warszawa Powiśle – Warszawa Stadion – Warszawa Wschodnia – Warszawa Gocławek – Warszawa Wawer – Warszawa Falenica – Józefów – Otwock – Celestynów (nie zatrzymuje się na odcinku Pruszków – Warszawa Ursus oraz Śródborów – Stara Wieś) |       |
| SKM Warszawa                                  | S1         | Pruszków – Piastów – Warszawa Ursus Niedźwiadek – Warszawa Ursus – Warszawa Włochy – Warszawa Zachodnia – Warszawa Ochota – Warszawa Śródmieście – Warszawa Powiśle – Warszawa Stadion – Warszawa Wschodnia – Warszawa Gocławek – Warszawa Wawer – Warszawa Falenica – Józefów – Otwock |       |
| SKM Warszawa (linia tymczasowa)               | S1         | Pruszków – Piastów – Warszawa Ursus Niedźwiadek – Warszawa Ursus – Warszawa Włochy – Warszawa Zachodnia – Warszawa Ochota – Warszawa Śródmieście – Warszawa Powiśle – Warszawa Stadion – Warszawa Wschodnia – Warszawa Gocławek – Warszawa Wawer |       |
| SKM Warszawa (linia tymczasowa)               | S10        | Warszawa Wschodnia – Warszawa Gocławek – Warszawa Wawer – Warszawa Falenica – Józefów – Otwock |       |
| SKM Warszawa (linia tymczasowa)               | S10        | Warszawa Falenica – Józefów – Otwock |       |
| PKP Intercity                                 | IC         | Świnoujście – Międzyzdroje – Wysoka Kamieńska – Goleniów – Szczecin Dąbie – Szczecin Główny – Szczecin Dąbie – Stargard – Choszczno – Dobiegniew – Krzyż – Wronki – Szamotuły – Poznań Główny – Swarzędz – Września – Słupca – Konin – Koło – Kutno – Łowicz Główny – Sochaczew – Warszawa Zachodnia – Warszawa Centralna – Warszawa Wschodnia – Otwock – Pilawa – Dęblin – Puławy Miasto – Nałęczów – Lublin Zachodni – Lublin Główny – Kraśnik – Zaklików – Stalowa Wola Rozwadów – Stalowa Wola Centrum – Nisko – Rudnik Nad Sanem – Nowa Sarzyna – Leżajsk – Łańcut – Rzeszów Główny |       |
| PKP Intercity                                 | IC         | Warszawa Wschodnia – Pilawa – Dęblin – Puławy Miasto – Nałęczów – Lublin Zachodni – Lublin Główny – Świdnik Miasto – Rejowiec – Chełm – Dorohusk – Kowel – Kijów |       |
| PKP Intercity (linia tymczasowa)              | IC         | Warszawa Zachodnia – Warszawa Centralna – Warszawa Wschodnia – Pilawa – Dęblin – Radom – Skarżysko-Kamienna – Kielce – Kraków Główny – Chabówka – Zakopane |       |
| Polregio (trasa skrócona od rozkładu 2015/16) | PR         | Warszawa Zachodnia – Warszawa Centralna (Warszawa Śródmieście) – Warszawa Wschodnia – Otwock – Pilawa – Dęblin – Puławy – Nałęczów – Lublin Główny – Świdnik – Minkowice – Rejowiec – Chełm – Brzeźno – Wólka Okopska – Dorohusk |       |
| Polregio                                      | PR         | Dęblin – Puławy – Nałęczów – Lublin Główny – Świdnik – Minkowice – Rejowiec – Chełm |       |

## Historia
Linię kolejową otwarto w 1877 roku formalnie jako szerokotorową o prześwicie 1524 mm. Po przejęciu przez PKP w 1918 roku na całej linii kolejowej zmieniono rozstaw szyn na standardowy 1435 mm.
15 grudnia 1936 zelektryfikowano odcinek Warszawa Wschodnia – Otwock. Po zakończeniu II wojny światowej w latach 50–tych rozpoczęto elektryfikację kolejnych odcinków linii, która trwała do 1984 roku. 
Elektryfikacja linii kolejowej nr 7 od lat 50–tych przebiegała w następującym etapie:
- 31 grudnia 1957 – Otwock – Pilawa. Uroczyste otwarcie nastąpiło 12 stycznia 1958 roku,[5]

- 7 września 1968 – Dęblin – Puławy Azoty,[6]

- 8 listopada 1968 – Pilawa – Dęblin i Puławy Azoty – Lublin Główny,[6]

- 6 grudnia 1980 – Lublin Główny – Adampol,[7]

- 20 grudnia 1981 – Adampol – Świdnik Miasto,[7]

- 27 maja 1983 – Świdnik Miasto – Jaszczów,[7]

- 21 lipca 1983 – Jaszczów – Rejowiec[7],

- 3 grudnia 1983 – Rejowiec – Chełm.[8]

Elektryfikację linii kolejowej zakończono 1 czerwca 1984 roku, kiedy został zelektryfikowany odcinek Chełm – Dorohusk, którego uroczyste otwarcie nastąpiło 15 lipca 1984 roku. W 1990 roku otwarto przejście graniczne w Dorohusku.
W latach 2019–2020 w ramach modernizacji odcinka Otwock – Pilawa wybudowano drugi tor eliminując przy tym wąskie gardło. Ruch na drugim torze uruchomiono 13 grudnia 2020 roku.
W 2022 roku przeprowadzono modernizację toru nr 2 w stacji Chełm i na szlaku Chełm Wschodni - Brzeźno.

## Galeria

Wykres prędkości maksymalnych dla EZT (2022/2023)